# Сару (Дамбовица)
Сару (рум. Saru) насеље је у Румунији у округу Дамбовица у општини Ваља Маре. Oпштина се налази на надморској висини од 280 m.

## Становништво
Према подацима из 2002. године у насељу је живело 163 становника, од којих су сви румунске националности.